# Gamiani ou Deux nuits d'excès
Gamiani ou Deux nuits d'excès est un roman d’Alfred de Musset édité pour la première fois en 1833. Ce roman est l’ouvrage licencieux le plus lu et le plus réimprimé de tout le XIXe siècle avec plus de 40 éditions. L'attribution du roman à Alfred de Musset a longtemps été contestée.

## Synopsis
Le roman raconte deux nuits de la vie de la comtesse Gamiani marquées par ses ébats avec Fanny et Alcide. Pendant ces deux nuits, les trois personnages vont successivement raconter leur initiation sexuelle ainsi que leurs plus grands exploits dans ce domaine.

## Citations autour du roman
Pierre Louÿs dans le Manuel de civilité pour les petites filles à l'usage des maisons d'éducation : « Ne suivez pas l'office sur un exemplaire de Gamiani, surtout s'il est illustré ».

## Adaptation
En 1997, un film pornographique s'inspire du roman d'Alfred de Musset : Gamiani (La comtesse) de Luca Damiano, avec l'actrice Lea Martini dans le rôle de Gamiani.